# Frank Müller
Pour les articles homonymes, voir Müller.
Frank Müller (Virginie (États-Unis), 10 septembre 1862 - Virginie (États-Unis), 19 avril 1917) est un astronome américain.

## Biographie
Il fut le collaborateur d'Ormond Stone et de Francis Leavenworth. Il découvrit 83 objets du New General Catalogue et 13 objets de l'Index Catalogue.